# Liste der Listen von Arbeitslagern in China
Umerziehung durch Arbeit ist ein System von Arbeitslagern in der Volksrepublik China.
Diese Liste führt Listen solcher Arbeitslager in bestimmten Gegenden Chinas auf. 
- Liste der Arbeitslager in Anhui
- Liste der Arbeitslager in Chongqing
- Liste der Arbeitslager in Fujian
- Liste der Arbeitslager in Gansu
- Liste der Arbeitslager in Guangdong
- Liste der Arbeitslager in Guangxi
- Liste der Arbeitslager in Guizhou
- Liste der Arbeitslager in Hainan
- Liste der Arbeitslager in Hebei
- Liste der Arbeitslager in Heilongjiang
- Liste der Arbeitslager in Henan
- Liste der Arbeitslager in Hubei
- Liste der Arbeitslager in Hunan
- Liste der Arbeitslager in der Inneren Mongolei
- Liste der Arbeitslager in Jiangsu
- Liste der Arbeitslager in Jiangxi
- Liste der Arbeitslager in Jilin
- Liste der Arbeitslager in Liaoning
- Liste der Arbeitslager in Ningxia
- Liste der Arbeitslager in Peking
- Liste der Arbeitslager in Qinghai
- Liste der Arbeitslager in Shaanxi
- Liste der Arbeitslager in Shandong
- Liste der Arbeitslager in Shanghai
- Liste der Arbeitslager in Shanxi
- Liste der Arbeitslager in Sichuan
- Liste der Arbeitslager in Tianjin
- Liste der Arbeitslager im Autonomen Gebiet Tibet
- Liste der Arbeitslager in Xinjiang
- Liste der Arbeitslager in Yunnan
- Liste der Arbeitslager in Zhejiang